# Rajd Barum 2019
Rajd Barum 2019 (49. Barum Czech Rally Zlín) – 49. edycja Rajdu Barum rozgrywanego w Czechach od 16 do 18 sierpnia 2019 roku. Była to szósta runda Rajdowych Mistrzostw Europy w roku 2019. Rajd został rozegrany na nawierzchni asfaltowej i składał się z piętnastu odcinków specjalnych.
Zwycięzcą Rajdu został Czech Jan Kopecký, kierujący Škodą Fabią R5 evo, dla którego była to piętnasta wygrana w mistrzostwach Europy i dwudzieste trzecie podium, a także ósme zwycięstwo w Rajdzie Barum. Na drugim miejscy przyjechał jego rodak Filip Mares (po raz pierwszy na podium w RME), który o trzy dziesiąte sekundy wyprzedził Brytyjczyka Chrisa Ingrama, Czech drugie miejsce zapewnił sobie na ostatnim odcinku specjalnym. Rajdu nie ukończył dwóch Polaków startujących w najwyższej klasie RC2, Mikołaj Marczyk wypadł z trasy na piątym OS-ie, a Łukasz Habaj po incydencie na dziesiątym OS-ie, nie został dopuszczony do dalszej rywalizacji z powodu uszkodzenia klatki bezpieczeństwa w swoim samochodzie.

## Lista startowa[5]
Poniższa lista startowa obejmuje tylko zawodników startujących i zgłoszonych do rywalizacji w kategorii ERC w najwyższej klasie RC2, samochodami najwyższej klasy mogącymi startować w rajdach ERC – R5.
| Nr. | Zespół                                | Kierowca                   | Pilot               | Samochód               |
| --- | ------------------------------------- | -------------------------- | ------------------- | ---------------------- |
| 1   | Saintéloc Junior Team icon            | Aleksiej Łukjaniuk         | Aleksiej Arnautow   | Citroën C3 R5          |
| 2   | Sports Racing Technologies            | Łukasz Habaj               | Daniel Dymurski     | Škoda Fabia R5         |
| 3   | Toksport WRT                          | Chris Ingram               | Ross Whittock       | Škoda Fabia R5         |
| 4   | Škoda Motorsport                      | Jan Kopecký                | Pavel Dresler       | Škoda Fabia R5 evo     |
| 5   | ACCR Czech Rally Team I               | Filip Mareš                | Jan Hloušek         | Škoda Fabia R5         |
| 6   | Mol Racing Team                       | Norbert Herczig            | Ramón Ferencz       | Volkswagen Polo GTI R5 |
| 7   | Mogul Auto Šídlo Škoda Team           | Jan Černý                  | Petr Černohorský    | Škoda Fabia R5         |
| 8   | Marijan Griebel                       | Marijan Griebel            | Pirmin Winklhofer   | Škoda Fabia R5 evo     |
| 9   | EuroOil Invelt Team                   | Václav Pech jun.           | Petr Uhel           | Ford Fiesta R5         |
| 10  | Sports Racing Technologies            | Nikołaj Griazin            | Jarosław Fiedorow   | Škoda Fabia R5         |
| 11  | Mattias Adielsson                     | Mattias Adielsson          | Andreas Johansson   | Ford Fiesta R5         |
| 12  | Škoda Polska Motorsport               | Mikołaj Marczyk            | Szymon Gospodarczyk | Škoda Fabia R5         |
| 14  | Palmeirinha Rally                     | Paulo Nobre                | Gabriel Morales     | Škoda Fabia R5         |
| 15  | STARD                                 | Hirooki Arai               | Ilka Minor-Petrasko | Citroën C3 R5          |
| 16  | ACCR Czech Rally Team II              | Vojtěch Štajf              | Veronika Havelková  | Volkswagen Polo GTI R5 |
| 17  | Kresta Racing                         | Tomáš Kostka               | Ladislav Kučera     | Škoda Fabia R5 evo     |
| 18  | Rallytechnology                       | Simon Wagner               | Gerald Winter       | Škoda Fabia R5 evo     |
| 19  | Agrorodeo                             | Jaromír Tarabus            | Daniel Trunkát      | Škoda Fabia R5         |
| 20  | Samohýl Škoda Team                    | Miroslav Jakeš             | Petr Machů          | Škoda Fabia R5         |
| 21  | Hyundai Kowax Racing                  | Martin Vlček               | Ondřej Krajča       | Hyundai i20 R5         |
| 22  | SK DER Rally Team                     | Roman Odložilík            | Martin Tureček      | Škoda Fabia R5         |
| 23  | BTH Import Stal Rally Team            | Tomáš Pospíšilík           | Jiří Hovorka        | Škoda Fabia R5         |
| 24  | BRR Baumschlager Rallye & Racing Team | Albert von Thurn und Taxis | Bernhard Ettel      | Škoda Fabia R5 evo     |
| 25  | Samohýl Škoda Team                    | Martin Březík              | Marek Omelka        | Škoda Fabia R5         |
| 26  | Rallytechnology                       | Antonín Tlusťák            | Ivo Vybíral         | Škoda Fabia R5         |
| 27  | FPAK Portugal Team ERC                | Aloísio Monteiro           | Sancho Eiró         | Škoda Fabia R5 evo     |
| 30  | Kimi Sport                            | Jaroslav Novák             | Tomáš Růžička       | Ford Fiesta R5         |

## Zwycięzcy odcinków specjalnych
| Dzień   | Numer odcinka | Nazwa odcinka    | Długość  | Zwycięzca odcinka  | Samochód           | Czas    | Lider rajdu        |
| ------- | ------------- | ---------------- | -------- | ------------------ | ------------------ | ------- | ------------------ |
| 16 VIII | OS1           | SSS Zlín (3laps) | 9.51 km  | Jan Kopecký        | Škoda Fabia R5 evo | 6:59.7  | Jan Kopecký        |
| 17 VIII | OS2           | Březová 1        | 15.48 km | Aleksiej Łukjaniuk | Citroën C3 R5      | 9:47.4  | Jan Kopecký        |
| 17 VIII | OS3           | Semetín 1        | 11.55 km | Nikołaj Griazin    | Škoda Fabia R5     | 6:10.0  | Nikołaj Griazin    |
| 17 VIII | OS4           | Halenkovice 1    | 13.66 km | Aleksiej Łukjaniuk | Citroën C3 R5      | 7:31.4  | Aleksiej Łukjaniuk |
| 17 VIII | OS5           | Kostelany 1      | 12.70 km | Jan Kopecký        | Škoda Fabia R5 evo | 6:31.4  | Aleksiej Łukjaniuk |
| 17 VIII | OS6           | Březová 2        | 15.48 km | Jan Kopecký        | Škoda Fabia R5 evo | 9:35.3  | Jan Kopecký        |
| 17 VIII | OS7           | Semetín 2        | 11.55 km | Nikołaj Griazin    | Škoda Fabia R5     | 6:05.4  | Jan Kopecký        |
| 17 VIII | OS8           | Halenkovice 2    | 13.66 km | Jan Kopecký        | Škoda Fabia R5 evo | 7:29.2  | Jan Kopecký        |
| 17 VIII | OS9           | Kostelany 2      | 12.70 km | Chris Ingram       | Škoda Fabia R5     | 6:40.1  | Jan Kopecký        |
| 18 VIII | OS10          | Maják 1          | 8.15 km  | Nikołaj Griazin    | Škoda Fabia R5     | 5:28.0  | Jan Kopecký        |
| 18 VIII | OS11          | Pindula 1        | 18.64 km | Aleksiej Łukjaniuk | Citroën C3 R5      | 9:48.6  | Jan Kopecký        |
| 18 VIII | OS12          | Kašava 1         | 24.88 km | Aleksiej Łukjaniuk | Citroën C3 R5      | 13:49.3 | Jan Kopecký        |
| 18 VIII | OS13          | Maják 2          | 24.88 km | Jan Kopecký        | Škoda Fabia R5 evo | 5:21.7  | Jan Kopecký        |
| 18 VIII | OS14          | Pindula 2        | 18.64 km | Aleksiej Łukjaniuk | Citroën C3 R5      | 9:43.6  | Jan Kopecký        |
| 18 VIII | OS15          | Kašava 2         | 24.88 km | Jan Kopecký        | Škoda Fabia R5 evo | 13:44.4 | Jan Kopecký        |

## Wyniki rajdu[6]
| Miejsce | Kierowca           | Pilot             | Samochód           | Czas      | Strata   | Pkt ERC |
| ------- | ------------------ | ----------------- | ------------------ | --------- | -------- | ------- |
| 1       | Jan Kopecký        | Pavel Dresler     | Škoda Fabia R5 evo | 2:05:17.4 | –        | 25+14   |
| 2       | Filip Mareš        | Jan Hloušek       | Škoda Fabia R5     | 2:06:48.9 | +1:31.5  | 18+11   |
| 3       | Chris Ingram       | Ross Whittock     | Škoda Fabia R5     | 2:06:49.2 | +1:31.8  | 15+11   |
| 4       | Tomáš Kostka       | Ladislav Kučera   | Škoda Fabia R5 evo | 2:07:08.5 | +1:51.1  | 12+7    |
| 5       | Marijan Griebel    | Pirmin Winklhofer | Škoda Fabia R5     | 2:08:07.1 | +2:49.7  | 10+2    |
| 6       | Simon Wagner       | Gerald Winter     | Škoda Fabia R5 evo | 2:08:25.3 | +3:07.9  | 8+2     |
| 7       | Jaromír Tarabus    | Daniel Trunkát    | Škoda Fabia R5     | 2:08:32.8 | +3:15.4  | 6+1     |
| 8       | Tomáš Pospíšilík   | Jiří Hovorka      | Škoda Fabia R5     | 2:10:55.9 | +5:38.5  | 4       |
| 9       | Patrik Rujbr       | Jaromír Švec      | Škoda Fabia R5     | 2:11:07.4 | +5:50.0  | *       |
| 10      | Ondřej Bisaha      | Petr Těšínský     | Hyundai i20 R5     | 2:11:48.1 | +6:30.7  | *       |
| 11      | Jan Jelínek        | Petr Ingr         | Škoda Fabia R5     | 2:12:04.7 | +6:47.3  | *       |
| 12      | Martin Březík      | Marek Omelka      | Škoda Fabia R5     | 2:12:09.3 | +6:51.9  | 2       |
| 13      | Efrén Llarena      | Sara Fernández    | Peugeot 208 R2     | 2:15:54.0 | +10:36.6 | 1       |
| ...     | ...                | ...               | ...                | ...       | ...      | ...     |
| 18      | Aleksiej Łukjaniuk | Aleksiej Arnautow | Citroën C3 R5      | 2:17:28.8 | +12:11.4 | 0+3     |

1. 1 2 3  Nieliczony w klasyfikacji ERC.

## Wyniki po 6 rundach ERC
Kierowcy
| Msc. | Kierowca           | Punkty |
| ---- | ------------------ | ------ |
| 1    | Chris Ingram       | 108    |
| 2    | Aleksiej Łukjaniuk | 107    |
| 3    | Łukasz Habaj       | 98     |
| 4    | Filip Mareš        | 75     |
| 5    | Jan Kopecký        | 39     |
| 6    | Oliver Solberg     | 39     |